# بورنا-بوریاش دوم
بورنا-بوریاش دوم (انگلیسی: Burna-Buriash II) یکی از شاهان سلسلهٔ کاسی بابل بود.